# Kerstin Ek
Kerstin Birgitta Ek, född 14 oktober 1942 i Jönköpings Sofia församling, Jönköpings län, är en svensk kyrkomusiker och kördirigent.

## Biografi
Ek studerade vid Kungliga Musikhögskolan  för bland andra Eric Ericson och Valdemar Söderholm. Hon verkade som organist i Täby församling från 1968 (från 1977 som huvudorganist) och var mellan 1987 och 2006 domkyrkoorganist i Skara. Hon arbetar därefter med den egna "Kerstin Eks kör".
Ek har gjort flera CD-inspelningar, bland annat med Täby kyrkokör och Skara katedralkör.

## Priser och utmärkelser
- 1983 – Täby kommuns kulturpris
- 1988 – Norrbymedaljen
- 1994 – Skara kommuns kulturstipendium

## Diskografi (urval)
- Torsten Nilsson: Nox Angustiae, inspelning av Sveriges Radio (1968) med Täby kyrkas kammarkör och orgel[3]
- Körverk av Otto Olsson och Jean Langlais, Täby kyrkokör, (1985) BIS CD 289
- Arvo Pärt: Adonai ur  Sieben Magnificat-Antiphonen, Skara katedralkör (1995) Proprius PRCD 9084.